# Кучинський Дмитро Олександрович
 Дмитро́ Олекса́ндрович Кучи́нський (26 червня 1898, місто Мінськ, тепер Білорусь — розстріляний 29 липня 1938, місто Москва, тепер Російська Федерація) — радянський військовий діяч, комдив. Член ВУЦВК.

## Життєпис
Народився в родині поштового чиновника. У 1916 році закінчив Ярославську гімназію.
З 1916 року — в російській імператорській армії, в 1917 році закінчив Олексіївське військово-інженерне училище. З 1917 року служив командиром саперної півроти та командиром роти. Останнє звання в російській імператорській армії — прапорщик.
У травні 1918 року вступив до Червоної армії. Воював на Південному фронті у складі 10-ї стрілецької дивізії. З травня по грудень 1918 року — старший інструктор 1-го Московського кавалерійського полку. Член РКП(б) з 1918 року.
З січня по березень 1919 року — командир окремого зведеного кавалерійського дивізіону.
У 1919 році був зарахований слухачем молодшого курсу Академії Генерального штабу РСЧА. Під час навчання в Академії був одночасно начальником відділення служби військ штабу військ Всеросійської надзвичайної комісії (ВЧК), інспектором із підготовки і служби військ ВЧК.
З травня по червень 1921 року — старший помічник начальника штабу дивізії з оперативної частини, з червня по серпень 1921 року — начальник штабу 3-ї бойової ділянки Тамбовської губернії, з січня по вересень 1922 року — керівник із соціально-економічних наук Військової академії РСЧА. У 1922 році закінчив Військову академію РСЧА. Того ж року стажувався на посаді командира роти у військах ДПУ РРФСР.
У 1922—1924 роках — начальник 1-го відділу Організаційного управління Штабу РСЧА. З листопада 1924 року — начальник відділу Організаційно-мобілізаційного управління Штабу РСЧА. З квітня по листопад 1925 року — помічник начальника, а з листопада 1925 по вересень 1926 року — заступник начальника Організаційно-мобілізаційного управління Штабу РСЧ. У вересні 1926 року був призначений начальником 1-го відділу 2-го Управління Штабу РСЧА. 
З серпня 1928 по листопад 1930 року — начальник штабу 14-го стрілецького корпусу. З листопада 1930 по лютий 1931 року — начальник 6-го Управління Штабу РСЧА.
У лютому 1931 — травні 1936 року — начальник штабу Українського (з травня 1935 року — Київського) військового округу.
У квітні 1936 — вересні 1937 року — начальник і військовий комісар Академії Генерального штабу РСЧА. Член Військової ради при народному комісарі оборони СРСР.
20 вересня 1937 року заарештований органами НКВС. 29 липня 1938 року засуджений Військовою колегією Верховного суду СРСР за звинуваченням у приналежності до військової змови до страти. Того ж дня розстріляний.
4 серпня 1956 року посмертно реабілітований ухвалою Військової колегії Верховного суду СРСР.

## Звання
- прапорщик (1917)
- комдив (21.11.1935)